# Arbeitskreis Andere Geschichte
Der Arbeitskreis Andere Geschichte e. V. wurde am 8. Mai 1985 in Braunschweig gegründet. Er hat sich zum Ziel gesetzt, Personen zusammenzubringen, die sich für die Geschichte der Stadt Braunschweig im 19. und 20. Jahrhundert interessieren. Gegenwärtig (Stand 2023) hat der Verein etwa 140 Mitglieder, darunter auch mehrere Organisationen. Vorsitzende ist seit dem 20. Januar 2022 Gabriele Heinen-Kljajić.

## Beschreibung
Das Hauptaugenmerk des Arbeitskreises, der im Zuge der Gründung anderer Geschichtswerkstätten in den frühen 1980er Jahren entstand, liegt auf der Erforschung der Regionalgeschichte, das heißt, des sozialen Wandels in der Stadt seit der Industrialisierung sowie den lokalen Geschehnissen während der Zeit des Nationalsozialismus. Darüber hinaus wird auch die Geschichte Braunschweiger Frauen und der Stadtviertel untersucht. 
Es werden Veranstaltungen und Ausstellungen zu verschiedenen Themen erarbeitet und organisiert sowie jedes Jahr öffentliche Führungen zur Alltags- und Stadtteilgeschichte für Interessierte angeboten, die von Mitgliedern und Kooperationspartnern des Vereins vorbereitet werden.
Der Verein ist seit dem 1. Juli 2019 Träger der Gedenkstätte KZ-Außenlager Braunschweig Schillstraße. Von Mai 2000 bis Juni 2019 betreute er die Gedenkstätte zunächst im städtischen Auftrag. Zur Wahrnehmung seiner Aufgaben wird der Verein von der Stadt Braunschweig institutionell gefördert. 
Der Arbeitskreis Andere Geschichte e. V. ist selbst Mitglied in mehreren Vereinen, darunter z. B. die Braunschweigische Landschaft.

## Veröffentlichungen (Auswahl)
Die Arbeiten der verschiedenen Arbeitskreise des Vereins sind in zahlreichen Veröffentlichungen publiziert, so z. B.:
- Braunschweiger Persönlichkeiten des 20. Jahrhunderts. Band 2. 2014, ISBN 978-3-925268-49-6.
- Zwischen Erfolg und Ablehnung. Jüdische Braunschweiger und ihr Engagement in der Gesellschaft. Eine Spurensuche. 2013, ISBN 978-3-929778-12-0.
- Braunschweiger Persönlichkeiten des 20. Jahrhunderts. Band 1. 2012, ISBN 978-3-925268-42-7.
- Braunschweiger Spaziergänge. Sieben Führungen durch das Ringgebiet. 2008, ISBN 978-3-929778-10-6.
- Frank Ehrhardt (Hrsg.): Lebenswege unter Zwangsherrschaft. Beiträge zur Geschichte Braunschweigs im Nationalsozialismus. 2007, ISBN 978-3-937664-59-0.
- Werner Sohn: Im Spiegel der Nachkriegsprozesse: Die Errichtung der NS-Herrschaft im Freistaat Braunschweig. 2003, ISBN 3-930292-81-5.
- Braunschweiger Frauen. Gestern und Heute. Sechs Spaziergänge. 2002.
- Frank Ehrhardt: Hirsegrütze und Pizza. Die Geschichte des Volkskindergartens und der Mansfeld-Löbbecke-Stiftung von 1833. 2000, ISBN 3-926701-47-1.
- Karl Liedke: Gesichter der Zwangsarbeit. Polen in Braunschweig 1939–1945. 1998, ISBN 3-929778-05-X.
- Karl Liedke, Elke Zacharias: Das KZ-Außenlager Schillstraße. Der Arbeitseinsatz von KZ-Häftlingen bei der Fa. Büssing. Herausgegeben zusammen mit dem Volksbund Deutsche Kriegsgräberfürsorge. 2. Auflage. 1996.
- Heidi Lang, Hans Stallmach: Werkbank, Waschtag, Schrebergarten. Das alltägliche Leben der Braunschweiger Arbeiterschaft im Kaiserreich und in der Weimarer Republik. 1990, ISBN 3-925151-45-1.
- Karl Liedke, Bernd Rother: Von der Zuckerfabrik zum Mikrochip. Braunschweigs Industrie von 1850 bis heute. 1989.
- Braunschweigs Arbeiterschaft 1890–1950. Vorträge zu ihrer Geschichte. (= Braunschweiger Werkstücke. Reihe A, Band 23, der ganzen Reihe Band 68). Braunschweig 1988.
- Gerda Berndt: Die andere Stadtrundfahrt. Braunschweig 1930–1945. herausgegeben zusammen mit dem Jugendring Braunschweig. 2. Auflage. 1990, ISBN 3-925151-43-5.